# Divize E 2003/2004
V soubojích 13. ročníku Moravskoslezské divize E 2003/04 (jedna ze skupin 4. fotbalové ligy) se utkalo 16 týmů každý s každým dvoukolovým systémem podzim–jaro. Tento ročník odstartoval v sobotu 9. srpna 2003 úvodními třemi zápasy 1. kola a skončil v neděli 20. června 2004 zbývajícími pěti zápasy 30. kola.

## Nové týmy v sezoně 2003/04
- Z MSFL 2002/03 sestoupilo do Divize E mužstvo SK Dětmarovice.
- Z Přeboru Moravskoslezského kraje 2002/03 postoupilo vítězné mužstvo FK Sokol Mokré Lazce.[2]
- Z Přeboru Olomouckého kraje 2002/03 postoupilo vítězné mužstvo SK Králová 1954.[3]

## Konečná tabulka
Zdroj: 
| Poř. | Tým                           | Z  | V  | R | P  | VG | OG | B  |
| ---- | ----------------------------- | -- | -- | - | -- | -- | -- | -- |
| 1.   | FC Hlučín                     | 30 | 21 | 5 | 4  | 83 | 25 | 68 |
| 2.   | SFC Opava „B“                 | 30 | 19 | 7 | 4  | 65 | 21 | 64 |
| 3.   | SK Sulko Zábřeh               | 30 | 19 | 4 | 7  | 47 | 28 | 61 |
| 4.   | 1. VFC Rožnov pod Radhoštěm   | 30 | 18 | 4 | 8  | 72 | 35 | 58 |
| 5.   | FK Sokol Mokré Lazce (N)      | 30 | 14 | 5 | 11 | 46 | 32 | 47 |
| 6.   | FK Slavia Orlová-Lutyně       | 30 | 12 | 6 | 12 | 40 | 48 | 42 |
| 7.   | FC IRP Český Těšín            | 30 | 11 | 7 | 12 | 35 | 35 | 40 |
| 8.   | FK Avízo Město Albrechtice    | 30 | 11 | 5 | 14 | 45 | 57 | 38 |
| 9.   | SK Kravaře                    | 30 | 10 | 7 | 13 | 45 | 49 | 37 |
| 10.  | SK Králová 1954 (N)           | 30 | 10 | 5 | 15 | 46 | 52 | 35 |
| 11.  | SK Dětmarovice (S)            | 30 | 10 | 5 | 15 | 31 | 55 | 35 |
| 12.  | FK Baník Albrechtice          | 30 | 9  | 7 | 14 | 28 | 43 | 34 |
| 13.  | TJ Sokol Lázně Velké Losiny   | 30 | 10 | 4 | 16 | 40 | 59 | 34 |
| 14.  | Spartak VTJ Lipník nad Bečvou | 30 | 9  | 6 | 15 | 37 | 52 | 33 |
| 15.  | TJ Valašské Meziříčí          | 30 | 9  | 2 | 19 | 37 | 73 | 29 |
| 16.  | TJ Jiskra Rýmařov             | 30 | 7  | 3 | 20 | 35 | 68 | 24 |

Poznámky:
- Z = Odehrané zápasy; V = Vítězství; R = Remízy; P = Prohry; VG = Vstřelené góly; OG = Obdržené góly; B = Body; (S) = Mužstvo sestoupivší z vyšší soutěže; (N) = Mužstvo postoupivší z nižší soutěže (nováček)
- O pořadí na 10. a 11. místě rozhodla bilance vzájemných zápasů: Králová - Dětmarovice 5:1, Dětmarovice - Králová 3:2[1]
- O pořadí na 12. a 13. místě rozhodl lepší rozdíl celkového skóre Baníku Albrechtice, bilance vzájemných zápasů byla vyrovnaná: B. Albrechtice - Velké Losiny 4:1, Velké Losiny - B. Albrechtice 3:0[1]

|  | Postup MSFL 2004/05                               |
|  | Přechod do Divize D 2004/05                       |
|  | Sestup do Přeboru Zlínského kraje 2004/05         |
|  | Sestup do Přeboru Moravskoslezského kraje 2004/05 |